# Explodemon
Explodemon è un videogioco a piattaforme sviluppato e pubblicato da Curve Studios per PlayStation 3, tramite PlayStation Network e per Microsoft Windows, via Steam, nel 2011.

## Modalità di gioco
Il giocatore prende il controllo del supereroe Explodemon, che utilizza l'abilità di saltare in aria per distruggere i nemici e gli ostacoli, spingendosi in aria e risolvendo svariati enigmi.
Gli sviluppatori hanno descritto il gioco come "un'amorevole parodia dei giochi d'azione mal tradotti e tutto ciò che incarnano".

## Sviluppo
Il game designer Jonathan Biddle creò la versione beta di Explodemon nel novembre 2005 nel tempo libero; lo stesso autore descrisse il titolo come "quello che Treasure avrebbe creato se avesse mischiato Yoshi's Island con Half-Life 2 assieme ad elementi ispirati a quelli presenti in numerosi titoli famosi quali Street Fighter II, Halo, Super Metroid e Bangai-O".

## Accoglienza
Secondo il sito aggregatore di recensioni Metacritic, Explodemon ha ricevuto recensioni "miste o nella media". La rivista Play Generation diede alla versione per PlayStation 3 un punteggio di 81/100, trovandolo un titolo curato, graficamente piacevole e a tratti impegnativo, ma minato da alcuni problemi e alla lunga ripetitivo.